# Meteorolog
Meteorolog je odborník v meteorologii, studující atmosféru a jevy v ní probíhající, včetně počasí a klimatu. Meteorologové vytvářející předpovědi počasí se nazývají prognostici nebo synoptici. Dále se meteorologové podle specializace mohou označovat jako operativní meteorologové, radaroví meteorologové, družicoví meteorologové, klimatologové ap.
Meteorologům, vyškoleným k pozorování počasí, se říká meteorologičtí pozorovatelé. Ti mohou být profesionální (jsou zaměstnanci povětrnostní služby zpravidla na meteorologických observatořích) nebo dobrovolní (obsluha klimatologických stanic).